# Gentianella muelleriana
Gentianella muelleriana är en gentianaväxtart. Gentianella muelleriana ingår i släktet gentianellor, och familjen gentianaväxter.

## Underarter
Arten delas in i följande underarter:
- G. m. alpestris
- G. m. jingerensis
- G. m. muelleriana
- G. m. willisiana